# Ouvrage de Flaut
L'ouvrage de Flaut est une fortification faisant partie de la ligne Maginot, située sur la limite entre les communes de Belvédère et de La Bollène-Vésubie, dans le département des Alpes-Maritimes.
Il s'agit d'un ouvrage d'artillerie, interdisant avec son voisin l'ouvrage de Gordolon l'accès des vallées de la Vésubie et de la Gordolasque.

## Description
L'ouvrage est construit sur le contrefort occidental du mont Péla (qui culmine à 1 465 mètres d'altitude) dominant la vallée de la Vésubie. Juste au-dessus du hameau de Flaut se trouvent les blocs 4 et 5 de part et d'autre d'un premier sommet à 867 mètres d'altitude ; les blocs 1 et 2 sont sur le versant méridional, à respectivement environ 840 et 865 mètres ; le bloc 3 est sur le versant septentrional à environ 900 mètres.

### Souterrains
Comme tous les autres ouvrages de la ligne Maginot, celui de Flaut est conçu pour résister à un bombardement d'obus de très gros calibre. Les organes de soutien sont donc aménagés en souterrain, creusés au minimum sous douze mètres de roche (au Monte-Grosso, la profondeur atteint les 70 mètres), tandis que les organes de combat, dispersés en surface sous forme de blocs, sont protégés par d'épais cuirassements en acier et des couches de béton armé.
La caserne de temps de guerre, la salle des filtres à air, les PC, le central téléphonique, les magasins à munitions, le centre de secours, les réservoirs d'eau, de gazole et de nourriture sont tous en souterrain, reliés entre eux par une galerie équipée d'une voie ferrée étroite de 60 cm où roulent des wagonnets poussés à bras (les caisses d'obus font de 80 à 105 kg). L'entrée est de plain-pied, tandis que l'accès aux blocs de combat se fait par des puits (avec escaliers et monte-charge).
L'électricité était produite par trois groupes électrogènes, composés chacun d'un moteur Diesel SMIM 6 SR 19 (six cylindres, fournissant 150 ch à 600 tr/min) couplé à un alternateur, complétés par un petit groupe auxiliaire (un moteur CLM 1 PJ 65, de 8 ch à 1 000 tr/min) servant à l'éclairage d'urgence de l'usine et au démarrage pneumatique des gros diesels. Le refroidissement des moteurs se fait par circulation d'eau.

### Blocs
En surface, les cinq blocs sont dispersés pour réduire leur vulnérabilité aux bombardements. Chaque bloc de combat dispose d'une certaine autonomie, avec ses propres magasins à munitions (le M 3 à côté de la chambre de tir et le M 2 en bas du bloc), sa salle de repos, ses PC, ainsi que son système de ventilation et de filtration de l'air. toute la zone autour des blocs est battue par les fusils mitrailleurs installés dans les différents créneaux et cloches, se soutenant mutuellement. L'accès à chaque façade est bloqué par un fossé diamant, qui sert aussi à recevoir les débris de béton lors des bombardements. Étant donné que les positions de mise en batterie pour de l'artillerie lourde sont rares en montagne, le niveau de protection est moins important que dans le Nord-Est (les ouvrages construits en Alsace, en Lorraine et dans le Nord). Dans le Sud-Est (les Alpes), les dalles des blocs font 2,5 mètres d'épaisseur (théoriquement à l'épreuve de deux coups d'obus de 300 mm), les murs exposés 2,75 m, les autres murs, les radiers et les planchers un mètre. L'intérieur des dalles et murs exposés est en plus recouvert de 5 mm de tôle pour protéger le personnel de la formation de ménisque (projection de béton à l'intérieur, aussi dangereux qu'un obus).
Le bloc 1 sert d'entrée mixte à l'ouvrage, regroupant l'entrée du matériel, qui se fait par un pont-levis ajouré (par lequel peut entrer un petit camion) et l'entrée du personnel, par une porte blindée. Le bloc est en plus équipé d'un créneau pour jumelage de mitrailleuses (avec un canon antichar de 25 mm, mais cette arme mixte n'a pas été installée) dans l'axe de la route d'accès, ainsi que deux créneaux pour fusil mitrailleur (FM), une cloche GFM (GFM : « guetteur et fusil mitrailleur ») et une cloche lance-grenades.
Le bloc 2 est équipé de deux créneaux pour mortier de 81 mm (avec une cadence de tir de 12 à 15 coups par minute à une portée maximale de 3 600 m) tirant vers le nord-ouest alors que le bloc est à contre-pente, ainsi que d'une cloche GFM.
Le bloc 3 est une casemate d'artillerie d'action frontale tirant vers le nord-ouest, avec deux créneaux pour canon-obusier de 75 mm modèle 1933 (12 à 13 coups par minute à une portée de 12 km), chacun protégé par une plaque de 200 mm de blindage avec orifice obturé par deux petits volets, deux cloches pour jumelage de mitrailleuses, deux cloches GFM et une cloche observatoire VDP (VDP : « vision directe et périscopique », indicatif O 76). Une issue de secours se trouve dans le fossé diamant, avec un créneau FM de défense des abords. Le bloc 3 est remarquable car il possède cinq cloches blindées et deux prises d'air, présentant ainsi les différents modèles utilisés sur les ouvrages Maginot.
Le bloc 4 est une casemate tirant vers le nord-est, avec deux créneaux pour mortier de 81 mm, un créneau pour jumelage de mitrailleuses et une cloche JM. Sa défense rapprochée est assurée par deux créneaux pour FM en façade et une cloche GFM. Une issue de secours se trouve au fond du fossé.
Le bloc 5 est une petite casemate d'infanterie, avec un créneau pour jumelage de mitrailleuses tirant vers l'ouest, une cloche GFM et une cloche VDP (indicatif O 77). La façade est défendu par un créneau FM, auquel se rajoute un créneau optique pour communiquer avec l'ouvrage de Gordolon.
Les mitrailleuses et fusils mitrailleurs de l'ouvrage étaient chacun protégé par une trémie blindée et étanche (pour la protection contre les gaz de combat). Ils tirent la même cartouche de 7,5 mm à balle lourde (modèle 1933 D de 12,35 g au lieu de 9 g pour la modèle 1929 C).
Les mitrailleuses étaient des MAC modèle 1931 F, montées en jumelage (JM) pour pouvoir tirer alternativement, permettant le refroidissement des tubes. La portée maximale avec cette balle (Vo = 694 m/s) est théoriquement de 4 900 mètres (sous un angle de 45°, mais la trémie limite le pointage en élévation à 15° en casemate et à 17° dans une cloche GFM), la hausse est graduée jusqu'à 2 400 mètres et la portée utile est plutôt de 1 200 mètres. Les chargeurs circulaires pour cette mitrailleuse sont de 150 cartouches chacun, avec un stock de 50 000 cartouches pour chaque jumelage. La cadence de tir théorique est de 750 coups par minute, mais elle est limitée à 450 (tir de barrage, avec trois chargeurs en une minute), 150 (tir de neutralisation et d'interdiction, un chargeur par minute) ou 50 coups par minute (tir de harcèlement, le tiers d'un chargeur). Le refroidissement des tubes est accéléré par un pulvérisateur à eau ou par immersion dans un bac.
Les fusils mitrailleurs (FM) étaient des MAC modèle 1924/1929 D, dont la portée maximale est de 3 000 mètres, avec une portée pratique de l'ordre de 600 mètres. L'alimentation du FM se fait par chargeurs droits de 25 cartouches, avec un stock de 14 000 par cloche GFM, 7 000 par FM de casemate et 1 000 pour un FM de porte ou de défense intérieure. La cadence de tir maximale est de 500 coups par minute, mais elle est normalement de 200 à 140 coups par minute pour économiser les munitions étant limité dans les ouvrages,.

## Histoire
Le premier projet du 29 mai 1929 était de construire un ouvrage avec seulement deux blocs, soit une entrée et une puissante casemate : celle-ci devait être équipée avec deux canons-obusiers de 75 mm, deux mortiers de 75, huit mitrailleuses et deux observatoires, le tout sous créneaux, surmonté par deux cloches GFM. Face au refus de la Commission d'organisation des régions fortifiées (CORF), les projets suivant morcèlent l'armement en plusieurs blocs.
Le bloc 6 n'a pas été construit, faute de crédit (report en second cycle) ; il devait comporter une tourelle pour deux canons de 75 mm. Sa position aurait été soit à côté du bloc 3, soit du bloc 4. L'ouvrage a été construit par l'entreprise Borie, de novembre 1931 à mars 1935, pour un coût total de 23,5 millions de francs (valeur de décembre 1936).
Il s'opposa en juin 1940 à l'avance des troupes alpines du 3e corps d'armée italien.